# مكتب الممثل الاقتصادي والثقافي لتايبيه في السعودية
مكتب المُمثل الاقتصادي والثقافي لتايبيه في المملكة العربية السعودية (代表處 هذا المكتب يُمثل مصالح تايوان في المملكة العربية السعودية في ظل غياب البعثات الدبلوماسية، وتعمل في الحقيقة كسفارة لتايوان في السعودية.     بالإضافة إلى ذلك، وتُمثل تايوان في أفغانستان، وجيبوتي، وإثيوبيا، وباكستان، وقطر، والسودان.
يرأس المكتب حاليًا تنغ شينغ بينغ.
كان هناك أيضًا مكتب في جدة،  ولكن تم إغلاقه في عام 2017.

## التاريخ
حتى عام 1990، كانت تايوان تتمتع بعلاقات دبلوماسية مع المملكة العربية السعودية، وكانت تمثلها سفارة جمهورية الصين في الرياض. كان هناك أيضًا قنصلية عامة لجمهورية الصين في جدة. وفي تلك السنة اعترفت المملكة العربية السعودية بجمهورية الصين الشعبية.
وهُناك مكتب في تايوان نفس هذه المهام هو المكتب التجاري السعودي في تايبيه.  تم إنشاء كلا المكتبين في عام 1991، بعد توقيع مذكرة سرية بعد ستة أشهر من قطع العلاقات الدبلوماسية.

## روابط خارجية
- تايبي مكتب الممثل الاقتصادي والثقافي في المملكة العربية السعودية